# 東経109度線
東経109度線（とうけい109どせん）は、本初子午線面から東へ109度の角度を成す経線である。北極点から北極海、アジア、インド洋、南極海、南極大陸を通過して南極点までを結ぶ。東経109度線は西経71度線と共に大円を形成する。

## 通過する国・地点
東経109度線は、北極点から南極点まで南に向かって以下の場所を通っている。
| 地理座標                                               | 国土・領土・領海 | 備考 |
| ------------------------------------------------------ | ---------------- | --- |
| 北緯90度0分 東経109度0分 / 北緯90.000度 東経109.000度  | 北極海           | |
| 北緯79度37分 東経109度0分 / 北緯79.617度 東経109.000度 | ラプテフ海       | |
| 北緯76度44分 東経109度0分 / 北緯76.733度 東経109.000度 | ロシア           | タイミル半島 |
| 北緯74度0分 東経109度0分 / 北緯74.000度 東経109.000度  | ハタンガ湾       | |
| 北緯73度21分 東経109度0分 / 北緯73.350度 東経109.000度 | ロシア           | バイカル湖を通過。 |
| 北緯49度21分 東経109度0分 / 北緯49.350度 東経109.000度 | モンゴル         | |
| 北緯42度27分 東経109度0分 / 北緯42.450度 東経109.000度 | 中華人民共和国   | 内モンゴル自治区 陝西省 内モンゴル自治区 - 約17km 陝西省 – 西安市のちょうど東を通過。 重慶市 湖北省 重慶市 貴州省 湖南省 貴州省 広西チワン族自治区 - 約6km 貴州省 広西チワン族自治区 |
| 北緯21度37分 東経109度0分 / 北緯21.617度 東経109.000度 | 南シナ海         | トンキン湾 - 涠洲岛（中国語版）（ 中華人民共和国）のちょうど西を通過。 |
| 北緯19度34分 東経109度0分 / 北緯19.567度 東経109.000度 | 中華人民共和国   | 海南省 |
| 北緯18度22分 東経109度0分 / 北緯18.367度 東経109.000度 | 南シナ海         | |
| 北緯14度49分 東経109度0分 / 北緯14.817度 東経109.000度 | ベトナム         | クアンガイ ビンディン省 フーイエン省 ダクラク省 カインホア省 ニントゥアン省 |
| 北緯11度20分 東経109度0分 / 北緯11.333度 東経109.000度 | 南シナ海         | チュラオスー島（英語版）（ ベトナム）のちょうど東を通過。 |
| 北緯2度34分 東経109度0分 / 北緯2.567度 東経109.000度   | インドネシア     | セラサン島（英語版） |
| 北緯2度32分 東経109度0分 / 北緯2.533度 東経109.000度   | 南シナ海         | |
| 北緯1度17分 東経109度0分 / 北緯1.283度 東経109.000度   | インドネシア     | ボルネオ島 |
| 北緯0度18分 東経109度0分 / 北緯0.300度 東経109.000度   | 南シナ海         | カリマタ諸島（英語版）（ インドネシア）のちょうど東を通過。 |
| 南緯2度50分 東経109度0分 / 南緯2.833度 東経109.000度   | ジャワ海         | |
| 南緯6度48分 東経109度0分 / 南緯6.800度 東経109.000度   | インドネシア     | ジャワ島及びカンバガラン島（英語版） |
| 南緯7度46分 東経109度0分 / 南緯7.767度 東経109.000度   | インド洋         | |
| 南緯60度0分 東経109度0分 / 南緯60.000度 東経109.000度  | 南極海           | |
| 南緯66度53分 東経109度0分 / 南緯66.883度 東経109.000度 | 南極大陸         | オーストラリア南極領土 - オーストラリアが領有権主張 |